# Ле-Поэт
Ле-Поэ́т (фр. Le Poët, окс. Lo Poet) — коммуна во Франции, находится в регионе Прованс — Альпы — Лазурный Берег. Департамент коммуны — Верхние Альпы. Входит в состав кантона Ларань-Монтеглен. Округ коммуны — Гап.
Код INSEE коммуны — 05103.

## Население
Население коммуны на 2008 год составляло 734 человека.
| 1962 | 1968 | 1975 | 1982 | 1990 | 1999 | 2008 |
| ---- | ---- | ---- | ---- | ---- | ---- | ---- |
| 424  | 429  | 511  | 515  | 587  | 690  | 734  |

## Экономика
В 2007 году среди 437 человек в трудоспособном возрасте (15—64 лет) 335 были экономически активными, 102 — неактивными (показатель активности — 76,7 %, в 1999 году было 72,3 %). Из 335 активных работали 314 человек (170 мужчин и 144 женщины), безработных было 21 (7 мужчин и 14 женщин). Среди 102 неактивных 32 человека были учениками или студентами, 40 — пенсионерами, 30 были неактивными по другим причинам.